# Beala Palanka, Sliven
Beala Palanka (în bulgară Бяла Паланка) este un sat în comuna Tvărdița, regiunea Sliven,  Bulgaria. 

## Demografie
Componența etnică a satului Beala Palanka
     Bulgari (1,98%)
     Turci (91,45%)
     Nicio identificare (6,56%)
     Altele (0%)
La recensământul din 2011, populația satului Beala Palanka era de 1.006 locuitori. Din punct de vedere etnic, majoritatea locuitorilor (91,45%) erau turci, cu o minoritate de bulgari (1,98%). Pentru 6,56% din locuitori nu este cunoscută apartenența etnică.